# 足球騎士
《足球騎士》（日語：エリアの騎士），作者為月山可也，原作為伊賀大晃，2006年開始連載於日本講談社雜誌《週刊少年Magazine》，連載至今已突破發售550萬本。於2011年的9月21日公佈動畫化並於2012年1月7日開始於朝日電視台播映。

## 劇情簡介
憧憬著U-15日本國家足球隊天才中場（MF）的哥哥逢澤傑的逢澤驅，熱愛足球的他因為幼時的事件而想放棄足球被哥哥傑給自責自己的懦弱，但就在這時兄弟兩人發生無法挽回的意外，為了活下來的驅接受他哥哥的心臟移植手術並在他好友美島奈奈的陪伴下回到球場上背負著哥哥的期待與遺願重新踢足球......

## 登場角色

### 主要角色
逢澤驅（聲：三瓶由布子、金田朋子（幼少））
主角。江之島高中1→2年生，司職前鋒，初加入FC時背號為9，FC及SC合併後改為20，選手權大賽時為14。日本U-16候補，日本U-22代表（漫畫版）。最後代表日本參加世界杯時的背號為10。
資料：生日為11月10日、血型為O型。鎌倉學館中學部畢業。
小時侯與哥哥傑熱衷於足球，但到小學6年級時因令到隊友兼好友日比野受到重傷而陷入長期的低潮。上到鎌倉學館中學部時甘願只當一名足球部的經理，但另一方面卻在夜裏的公園獨自練習。
有被傑、好友祐介和奈奈承認的實力。在決定要辭去足球部經理的時候，和哥哥傑一起遭遇到車禍身受重傷。在驅命懸一線時因接受心臟移植而保住一命。及後在得知兄長的死訊和從奈奈處知道心臟移植自傑時感到十分苦惱與悲痛。但在看過哥哥傑遺留的日記後記起自己與哥哥傑的夢想，決定要在有生之年都要繼續當一名足球員。歸隊後為得到承認而努力練習期望得到出場機會，終在最後的比賽以好表現得到熊谷教練的承認。升高中時與將要分別的祐介約定總有一天要再同隊作賽。
國中畢業後和奈奈一起升到到有傑承認的荒木就讀的江之島高中入學。在江之島FC、新生足球部的日子中不斷成長。在高中聯賽和日比野和好如初。甚至首次獲日本U-16代表隊候補招集等不同經驗。
目標是成為亡兄所追求，理想的前鋒「禁區的騎士」。然後，在選手權大賽優勝後受到日本U-22代表隊候補召集並以代表隊身份出戰奧運與以代表隊員活躍的奈奈一起穿上日本隊的隊服「藍武士」立於世界的球場上。
天生對球的嗅覺及豐富的運動量使得他能助攻助守。另外身為「純種前鋒」（純血種ストライカー），能夠看到對方防守的「空洞」，並接應致命傳球去得分成為江之島的王牌攻擊手。除了「RUN WITH THE BALL」外，與奈奈時練習時又練成「φ（Phi）戲法」、「進化形φ戲法／φ戲法E（Evolution）」、「φ戲法R（革命／Revolution）」、更在491話經哥哥教導最強φ戲法「逆旋轉φ戲法/φ戲法EX」作為武器。
有時候踢法會突然令人聯想起傑（就是被逢澤傑上身），令雷歐納德·吉魯巴和鷹匠瑛也注意起他，進入職業隊後又從四季身上習得「逆軸心射門」。
和奈奈十分要好，對她有着淡淡的情感。另一方面，有時候會有十分遲鈍的一面。在#186確認到自己喜歡奈奈，有幾次下定決心向她告白都以失敗告終。
首次「角色人氣投票」時是第2位，第2次「角色人氣投票」是第1位。
最後向奈奈告白，在498章（終章）與奈奈結婚（奈奈戴上戒指），並且以日本王牌射手以及哥哥理想中的「禁區內騎士」（10）的身份打進世界杯的決賽。
美島奈奈（聲：伊藤靜）
女主角。江之島高中1→2年生，亦是足球部的經理。同時是日本國家女子足球隊的隊員，司職中場。背號「7」。
青梅竹馬的驅以「SEVEN」稱呼她。另有「小魔女」（小さな魔女）的稱號。
資料：生日為8月21日、血型為A型。身高165cm。鎌倉學館中學部畢業。
基本上性格開朗而且有禮。但也有強氣的一面，像對公太的性騷擾毫不留情地反撃或是為了使荒木維持好體形而節制他的飲食等等。在漫畫版有時在露出笑容時會有「♪」符號（有時是「♡」）。
和驅關係非常好。雖然不是戀人，但和久未見面的驅重遇便直呼他為「阿驅」和不介意身體接觸，甚至希望和他一起進同一所高中，當他與舞衣在一起時會吃醋。
生於美國。小時侯一直在那邊生活，小學生時在日本與逢澤兄弟、日比野待在同一個俱樂部。及後，因雙親工作的關係於小五時再次回到美國。在離開前給阿傑了兩條幸運繩，一條給他另一條給阿驅，之後離開了日本去了美國。及後活躍於當地女足，因各方的壓力而對自己雙重國籍的問題感到迷惑。因雙親工作的原因又再次回來日本。受傑的拜托，以外星人面具隱藏身份陪驅練習。
以15歲之齡被女子日本隊徵召。當初是暪著阿驅他們參加的，最後選擇了成為日本代表，因美貌和球技成為受世間注目的新世代體育偶像及代表隊的核心。
擁有天才般的球感及華麗的技巧，並以成為她代名詞的假動作「魔女之迴旋」（ウィッチィ・ターン）作為武器。體格是唯一的弱點，但仍抵受得住任何防守，因而被讚譽為「Fantasista」。在場外，有著優秀的戰術眼與陣形的理解和良好的分析力。因此不時對驅的假動作及運球作指導、建議，或是洞察祐介這些球員的適性。
對驅的潛質抱有期待，曾鼓勵偶然得知心臟移植的事實的驅，希望見到他的成長。等待著驅能穿上日本隊的隊服「藍武士」的那天。當驅有好表現時會為他高興，但驅表現得像傑的時候會露出不安的表情，對阿驅也抱有好感。
於高中二年級加入東京Cuties。
首次「角色人氣投票」時是第1位，及後進行的第2次「角色人氣投票」是第3位。
接受了驅的告白並在終章與驅結婚了（戴上了戒指）。
逢澤傑（聲：福山潤、熊井統子（少年）、小林由美子（幼少））
比驅大1歲的兄長。司職中場。鎌倉學館中學部的隊長（登場時），日本U-15的10號（王牌）。
資料：生日為10月1日，血型為O型。
自10歲便被選為U-12日本代表，一直都是背號10號的天才型攻擊中場。被譽為「日本足球界的救世主」、「日本的至寶」，被人抱有很大的期望。
作為一名球員，傑對球場的狀況有著肯定的把握，而且自己亦有優秀的盤球能力、假動作、傳球觸覺及打破狀況的高超決斷力，集合多種稀有才能的他單是站在賽場上便散發著壓倒性的存在感。因此被稱為「傳說的中場」（伝説のトップ下）。即使才能如此出眾，傑依然努力不懈地鍛鍊自己的實力。夢想是與弟弟阿驅及兒時的玩伴奈奈、日比野一起穿上日本隊的隊服「藍武士」活躍，和在世界盃上出場並優勝。
對於自我放棄而甘願只當經理人的阿驅非常嚴格，事實上一直在暗地觀察著弟弟對他的素質抱有期待。在11月26日早上與驅一起回校時不幸遇上交通意外，雖然緊急送院治療但在腦部呈現腦死下不幸去世（得年僅15歲）。及後自己的心臟被移植給自己的弟弟驅。雖然已經去世，但傑的存在依然影響著在世的選手，如世界場上的對手雷歐納德·吉魯巴，還有佐伯佑介、鷹匠瑛、飛鳥享等等。知道自己的心臟在驅的體內這件事的人除了逢澤家之外，只有美島奈奈、峰綾花、岩城鐵平、雷歐納德·吉魯巴、日比野光一、城之内健吾（記者）。有時驅會感到傑的存在。
性格認真。個性溫厚友善，只是在踢球及練習時不苟言笑。在驅面前總是板著臉，但在「番外編」和日記中也有露出豐富表情的時候。
在2次的「角色人氣投票」中都是第4位。

### 江之島高中
逢澤驅
美島奈奈
荒木龍一（聲：石田彰）
2→3年級的中場球員。背號10。有「（第2列的）魔術師」的異名。日本U-16代表背號為11。統合以前隸屬FC（有段時間不在）。
資料：生日為1月15日、血型為B型。
基本上個性隨心所欲，自稱為「國王」，隊友們也對他十分嚴格，尤其是織田和奈奈。相聲研究社的社員，與兵藤組成相聲組合「黃牌」（負責裝傻角色）。
缺點是容易得意忘形的性格與易發胖的體質（至今為止已試過2次反彈，進行過3次節食）。
雖然無人知曉，但其實在中學時期他的才能已經開花結果，並於U-15日本代表選拔與傑組成的中場組合中嶄露頭角。傑生前曾稱他是「Fantasista」（傑的日記）。
第一次與驅見面，不但身形肥胖而且生活放縱，對足球也是半放棄狀態。但經阿驅的勸說後心動了，並以強行節食的方式重歸球場。之後，便以江之島足球部不動的王牌與精神支柱再度活躍。另外，足球部隊員和他的家人曾為了使他能夠維持好體形，曾全員「強迫性」節制他的飲食（特別是奈奈和織田）。
擁有「魔術師」稱號的他擅長以Rabona等假動作、特殊技巧及盤球將對手玩弄於鼓掌之間，又能使出多彩的傳球創造攻擊的機會，可說是萬能的機會創造者。中學時代的體格弱點（由其是體能），經過岩城教練嚴苛的訓練治療後已經成功克服。
與驅的組合是江之島高中的必勝模式之一。在比賽中察覺到驅表現得像傑。
在亞少盃（AFC）中協助U-16日本隊奪得亞軍，自己亦成為賽事得分王及最佳十一人之一。歸國時被卷入恐怖襲擊的騒動當中，幸與U-16韓國隊的朴鐘玄及金大順化險為夷。事後因為自己的輕率而被櫻井教練訓斥必須有擔起未來日本足球界的自覺才可。
在選手權大賽優勝後受到日本U-22代表隊候補召集並以代表隊身份出戰奧運 。
首次「角色人氣投票」時是第3位，及後進行的第2次「角色人氣投票」是第2位。
兵藤誠（聲：梯篤司）
擔任副隊長的2→3年級中場。背號8。統合以前隸屬FC，亦是該隊隊長。
資料：生日為2月6日、血型為A型。
愛稱「小誠（マコ）」。他開朗的性格使他成為隊中的氣氛製造者。另外亦是相聲研究社的社員，與荒木組成相聲組合「黃牌」（負責找碴角色）。
因為反對SC的教練近藤的方針而轉入FC。及後擔任隊長，更成功引誘驅加入FC。在新生足球部中擔任副隊長。
織田涼真（聲：浪川大輔）
擔任副隊長的2→3年級中場。背號4。統合以前隸屬SC，背號為10，亦是該隊王牌。
資料：生日為12月2日、血型為A型。
澤村優司（聲：武內健）
擔任隊長的3年級中場，已畢業。背號5。統合以前隸屬SC，背號11，亦是該隊隊長。
資料：生日為4月5日、血型為A型。
火野淳平（聲：志賀克也）
2→3年級的前鋒／中場。背號9。統合以前隸屬FC，背號11。
資料：生日為5月13日、血型為A型。
速度很快，是｢攻擊三箭頭｣之一。
的場薰（Matoba Kaoru，CV：代永翼、富樫美鈴（兒童）／台灣：何志威／香港：鍾見麟）
1→2年級的前鋒／中場。背號7。統合以前隸屬FC。
資料：生日為11月30日、血型為O型。
因在SC入社測驗遭到淘汰，之後加入FC。在選手權大賽（全國大賽）已經能夠使用美島奈奈的假動作「魔女之迴旋」（ウィッチィ・ターン）作為武器。
高瀨道朗（Takase Michirou，CV：丹澤晃之／香港：鄧志堅）
1→2年級的前鋒，FC及SC合併後背號為19，選手權大賽中改為12。因其187cm的身高，而有著「江之島鐵塔」的外號（但本人不太喜歡）。統合以前隸屬SC，背號14。
資料：生日為3月15日、血型為O型。
中塚公太（Nakatsuka Kouta，CV：白石稔／台灣：宋昱璁／香港：巫哲棋）
1→2年級的後衛／中場。背號16。統合以前先隸屬SC，但因為欠出場機會而加入FC，合併前背號為22。
與驅、奈奈同一所國中畢業，然而考試成績不佳未能直升高中部，重考之後再度同校，並要驅和奈奈守住這秘密。
非常尊敬傑。持球時屬於不受拘泥標準戰術的中鋒，可以配合對手的戰術來撕裂對手防線，固基本上教練都不會對他下特別的相關規則，讓他自由發揮。
好色，被稱為「色情狂王子」，曾因此而多次被奈奈毆打。
資料：生日為1月20日、血型為B型。鎌倉學館中學部畢業。
八雲高次（CV：水島大宙／香港：鄧港文）
1→2年級的中場。背號6。統合以前隸屬SC。
資料：生日為11月20日、血型為AB型。
堀川明人（Akito Horikawa，CV：子安武人／香港：李震權）
2→3年級的後衛。有「狙擊手」的異名。背號3。統合以前隸屬FC，背號4。
資料：生日為6月8日、血型為B型。
海王寺豪（Kaioji Go，CV：原田正夫／香港：蕭徽勇）
2→3年級的後衛。背號2。統合以前隸屬SC。
資料：生日為4月25日、血型為O型。
紅林禮生（CV：下野紘／香港：梁偉德）
2→3年級的守門員。背號18。統合以前隸屬FC，對李秋俊抱持強烈的競爭意識。
資料：生日為6月21日、血型為AB型。
李秋俊（Lee Chu-Joon，CV：三浦祥朗／香港：馮錦堂）
3年級的守門員，南韓裔，已畢業。背號1。統合以前隸屬SC。
在選手權大賽優勝後成為韓國U-22奧運代表。
資料：生日為11月25日、血型為AB型。
岩城鐵平（CV：三木真一郎／台灣：宋昱璁／香港：蘇強文）
足球部教練同時也是阿驅們的班導（教授國語）。統合以前是FC教練。同時選手時期因與原教練近藤正勝不合創立第一代FC。
後加入橫濱 EL MARIS，與鷹匠、飛鳥成為隊友。
資料：生日為2月7日、血型為AB型。
近藤正勝（CV：西凛太朗／香港：朱子聰）
足球部顧問。統合以前是SC教練。
資料：生日為4月19日、血型為B型。
山梨一郎（CV：阪口大助／台灣：何志威／香港：黃積權）
江之島高中的放送部成員，負責足球部各項賽事的旁述。主要擔當比賽過程的旁述。說話也滔滔不絕，極容易變得異常亢奮而曾令觀賽觀眾們不滿。
福島桃子（CV：樹元織江／香港：何寶珊）
江之島高中的放送部成員，負責足球部各項賽事的旁述。主要擔當介紹球員、位置變動等的旁述，只有一次山梨一郎去洗手間時才暫代介紹比賽實況一職。
校長（CV：岡和男）

### 鎌倉學館
佐伯佑介（Saeki Yusuke，CV：新垣樽助／台灣：賀宇傑／香港：李致林）
生日02/25，血型AB型，身高185cm，球隊位置：中場、後腰，背號6，U16代表背號為12。
驅國中時代隊友兼好友。於鷹匠瑛畢業後成為鎌學的10號。在漫畫版說自己由初二起就喜歡奈奈。
鷹匠瑛（Takajo Akira，CV：中村悠一／香港：陳廷軒）
鎌倉學館高中部足球隊隊長。
生日08/15，血型O型，身高186cm，球隊位置：前鋒，背號10。
鎌學的單箭頭，戰匠中負責入球的一位。畢業後與飛鳥享一同效力於橫濱 EL MARIS。被飛鳥享稱為「阿鷹」。
國松廣實（Kunimatsu Hiromi，CV：鈴木千尋／香港：陳成港）
生日08/27，血型A型，球隊位置：後衛，背號4。
驅國中時代隊友（學長），神奈川前5強後衛之一。
在鷹匠瑛畢業後成為球隊的隊長
世良右京（Sera Ukyo，CV：河野裕／香港：李鎮然）
生日09/27，血型A型，球隊位置：中場，背號11，U16背號為10。
擁有比荒木還利害的帶球突破。於高中一年級學期尾轉戰荷蘭球隊烏德勒支。
西島茂夫（CV：水島大宙／台灣：賀宇傑／香港：鄧志堅）
生日07/28，血型O型，球隊位置：前鋒
公太的死對頭。
豬狩孝太郎（高中一年級，身高超過190 CM。）
熊谷（CV：仲木隆司）
石川
遠藤學（CV：飯田利信／香港：鍾見麟）
榊

### 葉蔭中學
飛鳥享（Asuka Toru，CV：川原慶久／香港：鄧港文）
生日01/08，血型A型，球隊位置：後衛、自由人
有著「皇帝」的外號。於畢業後與鷹匠瑛一同效力於橫濱 EL MARIS。
鬼丸春樹（Onimaru Haruki，CV：阪口大助／香港：周倚天）
生日03/28，血型O型，球隊位置：中場、翼鋒
是薰初中時期的學長。
真屋信之介（CV：渡辺拓海）
生日02/27，血型O型，球隊位置：輔鋒、後衛
蝦夷巧（Emishi Takumi）
生日05/30，血型O型，球隊位置：前鋒
田岡優

### 相模浦高中
天童一英（Tendo Kazuhide，CV：森川智之／香港：李鎮然）
天童次英（Tendo Kazuhide，CV：日野聰／香港：鍾見麟）
龍膽勇氣
阿久津正美（CV：木村雅史）

### 湘南大附屬高中
日比野光一（CV：私市淳／台灣：陳彥鈞／香港：張方正）
生日09/01，血型A型，球隊位置：後衛
小時候曾被驅踢傷膝蓋，亦是驅曾經不敢使用左腳踢射門之原因。
本田真生（CV：保志總一朗／香港：鄧志堅）
在比賽中負責看守荒木。
比留間敦（CV：武田幸史）
在比賽中負責看守高瀨。
西尾大作（CV：西健亮）
在比賽中負責看守的場。
九十九豐（CV：椎橋和義）
湘南於江之島戰下半場換入的後衛，速度十分地快，初時使江之島吃盡苦頭，但後來被岩城教練看穿其缺乏後衛技術的弱點而針對其制定戰術，使其效果完全失效。
山本永吉
麻生一志（CV：齋藤次郎）
木所（CV：小池謙一）

### 辻堂學園
金大順（Kim Tae-Seung，CV：三戶耕三／香港：鄧港文）
擅長投球，可以從遠處用手將球扔到禁區前，最遠可達30米，全國大賽後被韓國球會挖角
不破欣一（CV：德本恭敏／香港：李震權）
眼神兇惡，曾將江之島運球停下來

瓜生丈二（CV：古島清孝／香港：陳卓智）

### 八千草高中
島亮介（Shima Ryosuke，CV：關智一／香港：關令翹）
就讀八千草高中，高中二年級，後衛
瀨古勇太
千葉縣頭號中場，擅長左腳變化自如的自由球

### 鳳凰學園高中
甲斐巽
球隊位置：前鋒
司馬良介
球隊位置：中場
藤田京太郎
球隊位置：後衛、自由人

### 東京踢球學園
雷歐納德·吉魯巴（Leonardo Silva，CV：白鳥哲、岸尾大輔（少年時代）／台灣：宋昱璁／香港：曹啟謙）
二年級，踢學的隊長，來自巴西的中場，背號10。
被譽為「巴西的至寶」。巴西U-15足球隊知名選手，曾是逢澤傑的朋友兼對手。動畫第四集出場。
群咲 舞衣（Mai Murasaki，CV：須藤沙織／台灣：連婉鈞／香港：羅孔柔）
日本女子隊中場，背號18。
於動畫第17集後面出場。
與奈奈一樣以15歲年齡入選日本女子國家隊，也因其美貌與球技成為新世代的體育偶像。
利卡德·培南迪（Ricardo Bernardi，CV：中田隼人）
二年級，被稱為「南美最高的阿空加瓜山」，後衛，背號4。
派翠克·珍帕（Patrick Djempa，CV：鳥海勝美）
二年級，來自喀麥隆的前鋒，背號9。
風卷涼（Kazamaki Ryo，CV：市來光弘）
二年級，前鋒，背號11，U16背號為13。
板東翔太
球隊位置：防守中場，於畢業後與八千草的瀬古勇太一樣加入了Soliel千葉。

羅德里奎茲·吉田（Rodrigues Yoshida，CV：松山鷹志）
踢學的教練
後藤五郎（CV：森久保祥太郎）

### 日本隊相關
櫻井一青（Sakurai Issei，CV：桐本琢也／香港：李錦綸）
島亮介（Shima Ryosuke，CV：關智一／香港：關令翹）
見#八千草高中
遠野幹也（Tono Mikiya，CV：木村昂／香港：劉奕希）
就讀四日市實業高中，高中二年級，門將
真弓慎一郎
效力福岡，20歲，門將
若森龍樹
效力東京，19歲，前鋒
佐木哈洛德
效力大宮，21歲，後衛
倉知快人
效力法蘭克福，21歲，進攻中場/左翼
幕張健吾
效力湘南，17歲，右後衛
金森拓馬
效力福岡，CB 江之島畢業生
秋本直紀（Akimoto Naoki，CV：林和良）

### 韓國隊
朴鐘玄（Pak Chong-Hyon）
球衣號碼：10，年齡：16歲，效力馬賽，外號：亞洲
林東國
球衣號碼：3，位置：中堅，效力浦項，年齡：16歲，外號：消防士
洪正秀
球衣號碼：11，位置：前鋒，效力莫斯科，年齡：17歲

### 巴西隊
安德烈·拉莫斯
球衣號碼：10，位置：攻擊中場，效力利物浦
馬可·安東尼奧
球衣號碼：17，位置：前鋒，巴西的年輕騎士，年齡：15歲

### 湘南BLUE IMPULSE
橋谷孝太郎
前日本隊後衛，現湘南隊教練
城島豐
前日本前鋒，年齡：42，背號「10」
生島耕助
位置：中堅，外號「鬥將」，背號「4」
神涯寺蹴斗
位置：右中場，背號「5」
楠重嗣
位置：左中場/攻擊中場，背號「9」
羅佩斯
位置：攻擊中場，背號「12」，球隊外援
四季 遙
位置：左中場 背號「18」擁有「鳥瞰視點」左眼有視力問題

### 法蘭克福
卡爾·馮·哲肯道夫
位置：自由人 背號「5」
齊格飛 穆勒
位置：前鋒 背號「9」 外號「屠龍者」

### 女子隊

#### 日本隊
一色妙子（Taeko Isshiki，CV：日高範子／台灣：林沛苓／香港：黃昕瑜）
日本女子隊的前鋒，背號「10」。
美島 奈奈
群咲 舞衣
中江美奈（Nakae Mina，CV：村中知）
中村千佳（Nakamura Chika，CV：富樫美鈴）
大月櫻（CV：野田順子）
花井美咲（CV：笹島かほる）
福田由里（Fukuda Yuri，CV：酒井夏子）
五島光廣（Mitsuhiro Gotou，CV：三矢雄二／香港：蔡德鈞）
日本撫子隊的教練。
竹田伸司（Takede Shinji，CV：三矢雄二／香港：張錦江）
稲葉直美（CV：笹本優子）

#### 其他球會／國家隊
邁阿密颶風隊（Miami Hurricane）
美國女子足球聯盟（United States women's Soccer Federation）成員之一。曾在日本女子足球友誼邀請賽與日本女足隊比賽。在動畫第十集出場。
SF法蘭克福隊（SF Frankfurt）
美娜·麻亞（Mina Meier，CV：池澤春菜／台灣：林沛苓）
SF法蘭克福隊及德國女子隊的成員，在SF法蘭克福隊背號「10」。動畫第十集出場。
俄羅斯隊（Russia）
所有每一位成員擁有身高優勢，在進行友誼賽時輸給日本女足隊。動畫第二十九集出場。
芬蘭隊（Finland）
曾與日本女足隊比賽過程中，前半場與後半場芬蘭隊每位女子球員相當積極攻勢，後遭到美島奈奈等人反擊下，以零比一敗給日本女足隊。動畫第三十四集出場。
墨西哥隊（Mexico）
雙方進行比賽過程中，日本女足隊以二比一逆轉擊敗墨西哥隊而獲得壓倒性勝利。動畫第三十七集出場。

### 其他
逢澤美都（CV：真堂圭／台灣：林沛苓／香港：羅杏芝）
傑跟驅的妹妹
逢澤父（CV：田原アルノ／台灣：何志威／香港：李錦綸）
傑、驅跟美都的爸爸。動畫版取名為「逢澤衛」。
逢澤母（CV：佐久間玲／台灣：傅其慧／香港：蔡惠萍）
傑、驅跟美都的媽媽。動畫版取名為「逢澤詠子」。
峰綾花（Ayaka Mine，CV：大原沙耶香／台灣：傅其慧／香港：林元春）
臨床心理醫師，當時曾經為逢澤傑在醫院接受肩膀脫臼治療期間商談部分，她接受逢澤傑提出的一對一商談。
城之內健吾（CV：黑田崇矢）
羅比爾圖（Roberto，CV：得丸伸二／香港：李鎮然）
朴鐘玄（Pak Chong-Hyon）

## 出版書籍
| 卷數              | 講談社         | 講談社                 | 東立出版社     | 東立出版社             |
| 卷數              | 發售日期       | ISBN                   | 發售日期       | ISBN                   |
| 《足球騎士》      | 《足球騎士》   | 《足球騎士》           | 《足球騎士》   | 《足球騎士》           |
| ----------------- | -------------- | ---------------------- | -------------- | ---------------------- |
| 1                 | 2006年8月17日  | ISBN 978-4-06-363712-0 | 2007年4月10日  | ISBN 978-986-11-9513-1 |
| 2                 | 2006年9月15日  | ISBN 978-4-06-363725-0 | 2007年5月22日  | ISBN 978-986-11-9514-8 |
| 3                 | 2006年11月17日 | ISBN 978-4-06-363749-6 | 2007年6月29日  | ISBN 978-986-11-9515-5 |
| 4                 | 2007年2月16日  | ISBN 978-4-06-363794-6 | 2007年6月29日  | ISBN 978-986-11-9669-5 |
| 5                 | 2007年4月17日  | ISBN 978-4-06-363819-6 | 2007年8月28日  | ISBN 978-986-11-9974-0 |
| 6                 | 2007年6月15日  | ISBN 978-4-06-363842-4 | 2007年11月9日  | ISBN 978-986-10-0264-4 |
| 7                 | 2007年9月14日  | ISBN 978-4-06-363888-2 | 2008年4月1日   | ISBN 978-986-10-0749-6 |
| 8                 | 2007年11月16日 | ISBN 978-4-06-363912-4 | 2008年4月24日  | ISBN 978-986-10-1032-8 |
| 9                 | 2008年2月15日  | ISBN 978-4-06-363950-6 | 2008年6月26日  | ISBN 978-986-10-1486-9 |
| 10                | 2008年4月17日  | ISBN 978-4-06-363972-8 | 2008年8月25日  | ISBN 978-986-10-1748-8 |
| 11                | 2008年6月17日  | ISBN 978-4-06-384001-8 | 2008年10月21日 | ISBN 978-986-10-2075-4 |
| 12                | 2008年8月12日  | ISBN 978-4-06-384022-3 | 2009年2月25日  | ISBN 978-986-10-2410-3 |
| 13                | 2008年11月17日 | ISBN 978-4-06-384063-6 | 2009年2月25日  | ISBN 978-986-10-2869-9 |
| 14                | 2009年2月12日  | ISBN 978-4-06-384085-8 | 2009年6月30日  | ISBN 978-986-10-3376-1 |
| 15                | 2009年4月17日  | ISBN 978-4-06-384122-0 | 2009年8月24日  | ISBN 978-986-10-3597-0 |
| 16                | 2009年6月17日  | ISBN 978-4-06-384146-6 | 2009年9月29日  | ISBN 978-986-10-3965-7 |
| 17                | 2009年8月17日  | ISBN 978-4-06-384171-8 | 2009年11月16日 | ISBN 978-986-10-4338-8 |
| 18                | 2009年11月17日 | ISBN 978-4-06-384209-8 | 2010年2月25日  | ISBN 978-986-10-4868-0 |
| 19                | 2010年2月17日  | ISBN 978-4-06-384247-0 | 2010年5月13日  | ISBN 978-986-10-5352-3 |
| 20                | 2010年4月16日  | ISBN 978-4-06-384281-4 | 2010年11月2日  | ISBN 978-986-10-5667-8 |
| 21                | 2010年6月17日  | ISBN 978-4-06-384312-5 | 2011年11月29日 | ISBN 978-986-10-5960-0 |
| 22                | 2010年9月17日  | ISBN 978-4-06-384362-0 | 2011年4月29日  | ISBN 978-986-10-6502-1 |
| 23                | 2010年12月17日 | ISBN 978-4-06-384417-7 | 2011年9月29日  | ISBN 978-986-10-7015-5 |
| 24                | 2011年2月17日  | ISBN 978-4-06-384444-3 | 2011年11月7日  | ISBN 978-986-10-7451-1 |
| 25                | 2011年4月15日  | ISBN 978-4-06-384474-0 | 2012年2月14日  | ISBN 978-986-10-7767-3 |
| 26                | 2011年6月17日  | ISBN 978-4-06-384504-4 | 2012年4月12日  | ISBN 978-986-10-8211-0 |
| 27                | 2011年9月16日  | ISBN 978-4-06-384551-8 | 2012年6月19日  | ISBN 978-986-10-8844-0 |
| 28                | 2011年11月17日 | ISBN 978-4-06-384579-2 | 2012年8月2日   | ISBN 978-986-10-9188-4 |
| 29                | 2012年1月17日  | ISBN 978-4-06-384613-3 | 2012年11月5日  | ISBN 978-986-10-9457-1 |
| 30                | 2012年3月16日  | ISBN 978-4-06-384642-3 | 2012年12月18日 | ISBN 978-986-10-9937-8 |
| 31                | 2012年6月15日  | ISBN 978-4-06-384687-4 | 2013年6月25日  | ISBN 978-986-31-7455-4 |
| 32                | 2012年8月17日  | ISBN 978-4-06-384731-4 | 2013年7月31日  | ISBN 978-986-317-862-0 |
| 33                | 2012年10月17日 | ISBN 978-4-06-384747-5 | 2013年10月4日  | ISBN 978-986-324-474-5 |
| 34                | 2012年12月17日 | ISBN 978-4-06-384793-2 | 2013年11月19日 | ISBN 978-986-324-961-0 |
| 35                | 2013年3月15日  | ISBN 978-4-06-384826-7 | 2014年4月23日  | ISBN 978-986-332-662-5 |
| 36                | 2013年5月17日  | ISBN 978-4-06-384863-2 | 2014年7月17日  | ISBN 978-986-332-865-0 |
| 37                | 2013年8月16日  | ISBN 978-4-06-394909-4 | 2015年1月6日   | ISBN 978-986-337-503-6 |
| 38                | 2013年10月17日 | ISBN 978-4-06-394942-1 | 2015年2月13日  | ISBN 978-986-337-867-9 |
| 39                | 2014年1月17日  | ISBN 978-4-06-394983-4 | 2015年3月19日  | ISBN 978-986-348-528-5 |
| 40                | 2014年3月17日  | ISBN 978-4-06-395024-3 | 2015年5月12日  | ISBN 978-986-348-935-1 |
| 41                | 2014年6月17日  | ISBN 978-4-06-395078-6 | 2015年6月16日  | ISBN 978-986-365-554-1 |
| 42                | 2014年9月17日  | ISBN 978-4-06-395188-2 | 2015年7月28日  | ISBN 978-986-382-144-1 |
| 43                | 2014年11月17日 | ISBN 978-4-06-395243-8 | 2016年3月8日   | ISBN 978-986-382-403-9 |
| 44                | 2015年1月16日  | ISBN 978-4-06-395289-6 | 2016年4月11日  | ISBN 978-986-382-908-9 |
| 45                | 2015年3月17日  | ISBN 978-4-06-395345-9 | 2016年10月14日 | ISBN 978-986-431-386-0 |
| 46                | 2015年5月15日  | ISBN 978-4-06-395401-2 | 2017年4月13日  | ISBN 978-986-431-753-0 |
| 47                | 2015年7月17日  | ISBN 978-4-06-395437-1 | 2017年5月22日  | ISBN 978-986-431-885-8 |
| 48                | 2015年10月16日 | ISBN 978-4-06-395488-3 | 2017年7月13日  | ISBN 978-986-462-398-3 |
| 49                | 2015年12月17日 | ISBN 978-4-06-395560-6 | 2017年9月22日  | ISBN 978-986-462-802-5 |
| 50                | 2016年2月17日  | ISBN 978-4-06-395603-0 | 2018年6月1日   | ISBN 978-986-106-642-4 |
| 51                | 2016年4月15日  | ISBN 978-4-06-395652-8 | 2018年8月17日  | ISBN 978-986-470-222-0 |
| 52                | 2016年6月17日  | ISBN 978-4-06-395688-7 | 2018年12月24日 | ISBN 978-986-470-542-9 |
| 53                | 2016年8月17日  | ISBN 978-4-06-395727-3 | 2019年10月25日 | ISBN 978-986-470-867-3 |
| 54                | 2016年11月17日 | ISBN 978-4-06-395779-2 | 2020年2月21日  | ISBN 978-986-482-359-8 |
| 55                | 2017年1月17日  | ISBN 978-4-06-395854-6 | 2020年11月10日 | ISBN 978-986-482-709-1 |
| 56                | 2017年3月17日  | ISBN 978-4-06-395896-6 | 2021年11月12日 | ISBN 978-986-486-049-4 |
| 57                | 2017年5月17日  | ISBN 978-4-06-395944-4 | 2023年2月6日   | ISBN 978-986-486-555-0 |
| 《足球騎士 外傳》 |                |                        |                |                        |
| 1                 | 2014年9月17日  | ISBN 978-4-06-395184-4 | 2016年10月4日  | ISBN 978-986-470-038-7 |

### 公式書
| 冊數 | 標題 | 講談社        | 講談社                 |
| 冊數 | 標題 | 發售日期      | ISBN                   |
| ---- | ---- | ------------- | ---------------------- |
| 1    |      | 2012年6月15日 | ISBN 978-4-06-376659-2 |

## 電視動畫
動畫於2011年的9月21日公佈動畫化，在2012年1月7日開始於朝日電視台播映，監督為小倉宏文，製作為朝日電視台及新銳動畫。
海外播放方面，台灣MOMO親子台於2012年10月5日起全台首播，10/05播出時間為週五晚上20:00至晚上20:30首播，10/08起改為每週一至每週五晚上20:30至晚上21:00首播 ，10/15起改為周一到周五晚上21:30至晚上22:00首播。香港J2於2013年1月1日起於星期一至五18:25至19:00首播，並於星期二至六08:30至09:00重播。香港無綫兒童台於2013年8月9日起於星期一至五08:30至09:00首播。香港翡翠台於2014年3月23日起於星期六17：30至17:55及星期日17：30至18：00首播。

### 工作人員
- 原作：伊賀大晃、月山可也
- 導演：小倉宏文
- 人物設定：鶴田仁美
- 作畫監督：鈴木朗
- 色彩設計：今泉ひろみ
- 攝影監督：高橋賢司
- 音響監督：大熊昭
- 音樂：岩崎文紀、井內啟二

### 主題曲
- 「ハイヤーグラウンド」

作詞·作曲：山口卓也 / 編曲·主唱：S.R.S（TOY'S FACTORY）
- 「踢出天際」（香港版主題曲）[7]

作詞：天旋／作曲：山口卓也／編曲：黃浩智／主唱：胡鴻鈞

### 獎項
- 新城勁爆兒歌頒獎禮2013－－「新城勁爆兒歌」、「新城勁爆活力兒歌大獎」-《踢出天際》
- 新城勁爆兒歌頒獎禮2013－－「新城勁爆兒歌男歌手」- 胡鴻鈞（得獎作品：《踢出天際》）

### 各話列表
| 集數 | 標題 | 台灣標題                 | 香港標題                 | 劇本     | 分鏡              | 演出                | 作畫監督                                               | 总作畫監督 |
| ---- | ---- | ------------------------ | ------------------------ | -------- | ----------------- | ------------------- | ------------------------------------------------------ | ---------- |
| #1   |      | 我喜歡足球               | 我喜歡足球               | 平川哲生 | 小倉宏文          | 佐佐木忍            | 宍戸久美子、一居一平                                   | 不適用     |
| #2   |      | 禁區的騎士               | 禁區內的騎士             | 平川哲生 | 黑澤守            | 綿田慎也            | 今岡大、中嶋忠二                                       | 不適用     |
| #3   |      | 哥哥的鼓動               | 哥哥的鼓動               | 平川哲生 | 佐藤真人          | 牛草健              | 薮本陽輔、垪和等                                       | 不適用     |
| #4   |      | 最後的傳球               | 最後的傳球               | 平川哲生 | 城之內元          | 關田修              | 丸英男                                                 | 不適用     |
| #5   |      | 江之島高中足球俱樂部！？ | 江之島高中足球俱樂部！？ | 清水東   | DROP              | DROP                | 服部憲知                                               | 不適用     |
| #6   |      | 激戰！FC對SC！！         | 激戰！FC對SC！！         | 田安康彦 | 佐佐木忍          | 佐佐木忍            | 宍戸久美子、松浦仁美 梶浦紳一郎（輔佐）                | 不適用     |
| #7   |      | 國王歸來                 | 王者歸來                 | 平川哲生 | 綿田慎也 佐藤光敏 | 古田丈司            | 今岡大、中嶋忠二 榆木哲郎、西尾智惠                    | 不適用     |
| #8   |      | 了結                     | 了結                     | 田村安彥 | 牛草健            | 牛草健              | 加山雄、垪和等 古佐小吉重                              | 不適用     |
| #9   |      | 強化集訓的大騷動！？     | 強化集訓大騷動！？       | 清水東   | 堀之內元          | 關田修              | 相坂直紀                                               | 不適用     |
| #10  |      | 小魔女                   | 小魔女                   | 平川哲生 | 吉川浩司          | 高田昌宏            | 服部憲知、川口弘明                                     | 不適用     |
| #11  |      | 足球部分裂               | 足球社分裂               | 清水東   | 佐佐木忍          | 佐佐木忍            | 宍戸久美子、松浦仁美                                   | 不適用     |
| #12  |      | 新生江之島高中足球部     | 新生江之島高中足球社     | 田村安彥 | 兒玉兼嗣          | 佐藤光敏            | 中嶋忠二 西尾智惠、朴旲烈                              | 不適用     |
| #13  |      | 開幕！高中聯賽預賽開幕   | 高中聯賽預賽開幕         | 清水東   | 古田丈司          | 小野田雄亮          | 松井誠、飯飼一幸 佐藤玲子                              | 不適用     |
| #14  |      | 夢幻的假動作             | 夢幻佯攻                 | 村上浩章 | 堀之內元          | 關田修              | 相坂直樹                                               | 不適用     |
| #15  |      | 強敵！？辻堂学園         | 強敵！？辻堂学園         | 清水東   | 吉川浩司          | 荻原露光            | 川口弘明、服部憲知 上野卓志                            | 不適用     |
| #16  |      | 空白的3秒鐘              | 空白的三秒鐘             | 清水東   | 佐佐木忍          | 佐佐木忍            | 宍戸久美子、今岡大 伊藤裕次、外谷章                    | 不適用     |
| #17  |      | 雷歐納德·吉魯巴          | 雷歐納德·吉魯巴          | 田村安彥 | こだま兼嗣        | 山岡實              | 中嶋忠二 西尾智恵、朴旲烈                              | 不適用     |
| #18  |      | SEVEN的對手              | seven的對手              | 村上浩章 | 佐佐木忍          | 佐佐木忍            | 松浦仁美、一居一平 heo hyeong jun 竹松一生、竹田正夫   | 不適用     |
| #19  |      | 銅牆鐵壁！！四支箭       | 銅牆鐵壁！四支箭         | 清水東   | 藤本次朗          | 關田修              | 相坂直樹                                               | 不適用     |
| #20  |      | Φ戲法的誕生              | Φ戲法誕生                | 清水東   | 奧村吉昭          | 又野弘道 川西泰二   | 森山雄治 幸野浩二、成川多加志                          | 不適用     |
| #21  |      | 慶典音樂是戀愛的旋律！？ | 慶典音樂是戀愛的旋律！？ | 田村安彥 | 小倉宏文          | 山口曉生            | 吉田巧介、高橋優也                                     | 不適用     |
| #22  |      | 皇帝 飛鳥享              | 皇帝 飛鳥享              | 村上浩章 | 古田丈司          | 高田昌宏            | 飯飼一幸、朴昊烈                                       | 藪本陽輔   |
| #23  |      | 窮途末路                 | 窮途末路                 | 清水東   | 堀之內元          | 關田修              | 相坂直紀、丸英男                                       | -          |
| #24  |      | 對勝利的執著             | 對勝利的執著             | 清水東   | 鈴木芳成 齊藤徳明 | 吉田俊司            | 管振宇、森山雄治                                       | 松浦仁美   |
| #25  |      | 最後的激戰！！           | 最後的激戰               | 田村安彥 | 小倉宏文 佐佐木忍 | 村上勉              | 宍戶久美子、松浦仁美 一居一平、heo hyeong jun          | 藪本陽輔   |
| #26  |      | 職業選手                 | 職業選手                 | 村上浩章 | 淵上真            | 淵上真              | heo hyeong jun kim tae geon shin suk min               | 鶴田仁美   |
| #27  |      | 涼真來了！               | 涼真來了！               | 清水東   | 吉村愛            | 小野田雄亮          | 重松晉一、竹松一生 武田正夫、千光士海登 Kuean Yongsang | 藪本陽輔   |
| #28  |      | 顛峰決戰！鎌學對踢學     | 顛峰決戰！鎌學對踢學     | 大竹康師 | 青山弘            | 高田昌宏 木野雄     | 加野晃、飯飼一幸                                       | 鶴田仁美   |
| #29  |      | 雨過天晴                 | 雨過天晴                 | 田村安彦 | 高本宣弘          | 関田修              | 相坂ナオキ、服部憲知                                   | 薮本洋輔   |
| #30  |      | U-16集訓營隊             | U-16集訓營隊             | 清水東   | 土蛇我現          | 又野弘道            | 窪敏、成川多加志                                       | 鶴田仁美   |
| #31  |      | 初登國際賽舞台           | 初登國際賽舞台           | 大竹康師 | 村上勉            | 戸田隆史            | heo hyeong jun kim tae geon shin suk min               | 薮本洋輔   |
| #32  |      | 歡迎歸來，羅密歐大人！？ | 歡迎歸來，羅密歐大人？   | 田村安彦 | 菅井嘉浩          | 小野田雄亮 菅井嘉浩 | 吉岡美帆、KIM HYOEUN 重松晋一、藤田正幸                | 鶴田仁美   |
| #33  |      | 新的強敵                 | 新的強敵                 | 大竹康師 | 三宅和男          | 三宅和男            | 宍戸久美子、松浦仁美 Lee Joo Hyun                      | 薮本洋輔   |
| #34  |      | 開幕！高中選手權大賽     | 開幕！高中選手權大賽     | 村上浩章 | 古田丈司          | 石田暢              | 中嶋忠二、小林一三                                     | 鶴田仁美   |
| #35  |      | 新·全能足球              | 新‧全攻全守足球                | 清水東   | 高本宣弘          | 關田修              | 服部憲知、川口弘明                                     | 薮本洋輔   |
| #36  |      | 發布暴風警報！           | 發布暴風警報！           | 村上浩章 | 古田丈司          | 山內東生雄          | 加野晃、飯飼一幸                                       | 鶴田仁美   |
| #37  |      | 開球！！                 | 開球                     | 田村安彥 | 佐佐木忍          | 佐佐木忍            | 薮本陽輔、鶴田仁美                                     | 鶴田仁美   |

### 播放電視台
| 播放地區   | 播放電視台 | 播放日期                      | 播放時間                                            | 所屬聯播網          | 備註                                                            |
| ---------- | ---------- | ----------------------------- | --------------------------------------------------- | ------------------- | --------------------------------------------------------------- |
| 關東廣域圏 | 朝日電視台 | 2012年1月7日－9月29日         | 星期六 6時00分－6時30分                             | 朝日電視網          | 制作局                                                          |
| 日本全域   | BS朝日     | 2012年4月6日－2013年1月11日   | 星期五 17時30分－18時00分                           | 朝日電視網 衛星電視 | 遲76日                                                          |
| 北海道     | TV北海道   | 2012年5月15日－2013年1月29日  | 星期二 7時30分－8時00分                             | 東京電視網          | 遲115日                                                         |
| 台灣       | MOMO親子台 | 2012年10月5日－11月23日       | 星期一至五 20時00分－20時30分                       | －                  | UTC+8                                                           |
| 台灣       | 客家電視台 | 2024年7月20日－播映中         | 週六至日 19時30分－20時00分                         | －                  | UTC+8                                                           |
| 新加坡     | 星和都會台 | 2012年12月27日－2013年2月20日 | 星期一至五 24時00分－24時30分                       | －                  | UTC+8 有重播                                                    |
| 香港       | J2         | 2013年1月1日－2月25日         | 星期一至五 18時25分－19時00分                       | －                  | UTC+8 有字幕 雙語廣播 有重播 myTV提供14天重溫 1月21日起高清播放 |
| 香港       | 無綫兒童台 | 2013年8月9日－9月30日         | 星期一至五 8時30分－9時00分                         | 衛星電視            | UTC+8 粵語配音播出 有重播                                       |
| 香港       | 翡翠台     | 2014年3月23日－7月27日        | 星期六 17時30分－17時55分 星期日 17時30分－18時00分 | －                  | UTC+8 有字幕 雙語廣播 有粵語片頭曲並使用「駁聲不駁片」形式播出  |

## 註腳
1. ↑  「奈奈」在日本的讀法與「七」一樣。（都是（NANA））
2. ↑  奈奈本身是日本人，但因為在美國出生，因此擁有日美兩國國籍。為此，到底應為女子足球界的強豪、和世界盃冠軍相距甚近的美國隊效力，還是為了實現以前的夢想（與承諾）而加入日本隊，這個問纏繞著她的內心。
3. ↑  另外，面具是因為不想驅因意識到和女子踢球而躊躇。
4. 1 2  一個意大利文的足球用語，是一個對具創造性球員的讚譽名稱。
5. ↑  傑在11月26日早上，夢見自己在世界盃的決賽，由阿驅接應自己的傳球拿下決勝分贏得決賽並高舉世界盃獎盃。
6. ↑  一種以踢球腳重疊在重心腳腳後去踢球的技巧
7. ↑  只限於翡翠台播映才播出歌曲由星夢娛樂集團有限公司提供
8. ↑  . 朝日電視台.   [2020-07-20]. （原始内容存档于2020-07-20） （日语）.
9. ↑  以電視台官方網頁為準

## 外部連結
- 日本漫畫官網 （日語）
- 日本動畫官網（日語）
- 月山可也官方部落格 （页面存档备份，存于）（日語）
- 《足球騎士》｜書目資料清單｜東立出版社 （页面存档备份，存于）（繁體中文）
- 《足球騎士》TVB官方網站 （页面存档备份，存于）（繁體中文）